# 가고하라역
가고하라역(일본어: 籠原駅)은 일본 사이타마현 구마가야시에 있는 철도역이다.

## 타는 곳
| 1 | ■ 다카사키 선                                                   | 구마가야·아게오·오미야·우라와·아카바네·우에노·도쿄·시나가와·요코하마 방면 (우에노도쿄라인·도카이도 선) |
| 1 | ■ 쇼난 신주쿠 라인 (도카이도 선에 직결 운행)                    | 구마가야·오미야·이케부쿠로·신주쿠·요코하마·오후나·히라쓰카·오다와라 방면                               |
| 2 | ■ 다카사키 선 (당역 출발, 대피선)                               | 구마가야·아게오·오미야·우라와·아카바네·우에노·도쿄·시나가와·요코하마 방면 (우에노도쿄라인·도카이도 선) |
| 2 | ■ 쇼난 신주쿠 라인 (도카이도 선에 직결 운행, 당역 출발, 대피선) | 구마가야·오미야·이케부쿠로·신주쿠·요코하마·오후나·히라쓰카·오다와라 방면                               |
| 3 | ■ 다카사키 선                                                   | 다카사키·마에바시 방면                                                                                 |
| 4 | ■ 다카사키 선 (당역종착, 대피선)                                | 다카사키·마에바시 방면                                                                                 |

## 역사
- 1909년 12월 16일: 영업 개시.
- 1987년 4월 1일: 동일본 여객철도가 계승.
- 2001년 11월 18일: 스이카 도입.

## 인접역
| 동일본 여객철도 ■ 다카사키 선 | 동일본 여객철도 ■ 다카사키 선 | 동일본 여객철도 ■ 다카사키 선 |
| ----------------------------- | ----------------------------- | ----------------------------- |
| 구마가야 오미야 방면          |                               | 후카야 다카사키 방면          |